# Alfredo González Prada
Julio Alfredo González de Prada y Verneuil (París, 16 de octubre de 1891-Nueva York, 27 de junio de 1943) fue un escritor, diplomático, editor y periodista peruano.
Fue hijo del literato peruano Manuel González Prada. Graduado en letras, jurisprudencia y ciencias políticas y administrativas, se dedicó al periodismo e integró el grupo Colónida, liderado por su amigo Abraham Valdelomar. Se perfiló como poeta, pero luego desenvolvió su carrera diplomática y vivió fuera de Perú la mayor parte de su vida, aunque siguió dedicado a las letras, principalmente como compilador y editor de las obras de su padre. Escribió también un libro sobre la muerte del presidente Agustín Gamarra, desenvolviendo la hipótesis de su asesinato.
Falleció en Nueva York, tras arrojarse desde lo alto de un rascacielos, en circunstancias aún no aclaradas. A decir de Luis Alberto Sánchez, quien ha sido el recopilador y divulgador de su obra, fue un «escritor conciso, refinado y culto», al cual no se ha valorado en su justa dimensión.

## Biografía
Hijo del gran literato y pensador José Manuel González de Prada y Ulloa (más conocido como Manuel González Prada) y de Adriana de Verneuil, nació en París, ciudad donde sus padres radicaban temporalmente. Sus primeros estudios escolares los hizo en París con su padre ya que escritor pensaba que las escuelas tradicionales solo adormecen las conciencias de los niños. Luego cuando su familia regresó a Lima, en 1898, continúo sus estudios en su hogar. Su educación secundaria la cursó en el alemán Instituto de Lima.
En 1906 ingresó a la Universidad de San Marcos donde se graduó de bachiller en Letras con una tesis sobre Clemente Althaus (1910). También se graduó de bachiller y doctor en Jurisprudencia con tesis sobre La unificación del Derecho en la letra de cambio (1913) y El Derecho y el animal (1914), respectivamente; así como de bachiller y doctor en Ciencias Políticas y Administrativas con disertaciones sobre La solución de los conflictos entre patronos y obreros y la ley canadiense del 22 de marzo de 1907 (1913); y La iniciativa y el referéndum de las leyes (1916), respectivamente. Se recibió de abogado el 17 de diciembre de 1914.
En 1911 ingresó al servicio diplomático en calidad de amanuense del Archivo de Límites del Ministerio de Relaciones Exteriores. Al año siguiente ascendió a auxiliar, pero renunció tras el golpe de Estado que depuso al gobierno constitucional de Guillermo Billinghurst el 4 de febrero de 1914. 
En 1914 tuvo una hija extramatrimonial con Carmen Soria Menacho, quien era seis años menor que él; sin embargo, tiempo después la niña murió de neumonía. Al año siguiente, volvió a tener un hijo con Soria, pero la familia de ella la obligó a alejarse de él por el controvertido nombre de su padre. 
Redactor del diario La Prensa, alternó en el grupo Colónida liderado por Abraham Valdelomar y contribuyó a la antología poética titulada Las voces múltiples bajo el pseudónimo de Ascanio (1916). Como periodista publicó reportajes y críticas literarias, plásticas y teatrales. Promovió el debate sobre la pintura del catalán José María Roura Oxandaberro, un impresionista de gran imaginación, y la del argentino Franciscovich, un paisajista convencional. 
Reincorporado al servicio diplomático, pasó a ser secretario de la legación acreditada en Buenos Aires (1916), llegando a ejercer como encargado de negocios. Mientras servía en Argentina, su padre falleció 
En 1922 pasó a la embajada en Washington D. C. donde ascendió a Ministro Consejero en 1927. Poco después se hizo cargo de la legación, pero renunció el 15 de agosto de 1929 al ser desautorizado por la cancillería peruana su intento de amparar a dos peruanos humildes del abuso de un diplomático estadounidense Miles Poindexter. Este individuo, tras cumplir una larga temporada de servicio en Lima como embajador, se había llevado a su país a la dicha pareja de “cholitos”, a quienes pagaba solo la tercera parte de lo que la ley de los Estados Unidos estipulaba; al enterarse del caso, Alfredo, acogió a su servicio a los dos criados pagándoles lo justo, pero la familia Poindexter se quejó ante la cancillería peruana, donde eran conocidas sus amistades en el entorno leguiísta. El canciller Pedro José Rada y Gamio envió un telegrama exigiendo a Alfredo que devolviera los criados a los Poindexter. Alfredo optó por renunciar, antes que cumplir tal orden infame. Este incidente es conocido como “El caso Poindexter” y le ganó a Alfredo la aprobación de los círculos antileguiístas y radicales, ya en vísperas de la caída de dicho régimen.
En 1922, mientras era secretario en Washington D. C., se casó en la Iglesia St. Bartholomew con Elisabeth Anne Howe.
En 1930, tras la caída del Oncenio de Leguía y la instalación de un nuevo gobierno en el Perú, fue acreditado como ministro plenipotenciario en Inglaterra el 19 de septiembre de 1930, así como presidente de la delegación peruana ante la Liga de las Naciones. Renunció a ambos cargos cuando Luis Miguel Sánchez Cerro inició su presidencia constitucional el 8 de diciembre de 1931, pues no quiso estar a las órdenes de quien fuera enemigo de su padre: Luis Miró Quesada de la Guerra, el flamante canciller, codirector del diario El Comercio. No volvió a retomar su carrera diplomática.
En 1933 su único hijo, Felipe, de 17 años y enfermo de bronquitis, fue trasladado a París, donde falleció. Su muerte lo consternó el resto de su vida, peor aun cuando se enteró de que sus restos habían sido removidos e incinerados de La Père-Lachaise por los alemanes.
Entre 1936 y 1937 recorrió los países europeos de la costa mediterránea, y luego parte de Sudamérica: Brasil, Argentina y Chile. Tras una estancia en Estados Unidos, se estableció en París. 
Simultáneamente se encargó de múltiples empresas editoriales: publicó Elegías de la cabeza loca de Alberto Ureta (1937), y Pensamientos de Fernando Tola; pero sobre todo entregó su vida a recoger, compilar, comentar y editar las obras de su padre, de las que alcanzó a lanzar nueve volúmenes en pulcras ediciones. Además, ayudó a César Vallejo y escribió un estudio sobre su obra literaria, colaborando con su difusión; fue también invariable compañero de Víctor Raúl Haya de la Torre y cooperó con José Carlos Mariátegui, Pablo Abril de Vivero y Julio Málaga Grenet.
La Segunda Guerra Mundial hirió su fina sensibilidad, por lo que retornó definitivamente a Nueva York. Allí colaboró en La nueva democracia y en la Revista Hispánica Moderna de la Universidad de Columbia (en esta última fue publicado su estudio sobre Vallejo). Por haber nacido en Francia las autoridades estadounidenses lo consideraron “allien enemy”, pese a su condición de ciudadano y ex diplomático peruano y el hecho de estar casado con la estadounidense Elisabeth Howe.
Fue en Nueva York donde terminaron sus días trágicamente, en la noche del 27 de junio de 1943, cuando, después de besar a su esposa, se arrojó de la terraza del piso 22 del Hampshire House, frente a Central Park. "Jamás se conocerán los motivos de su trágica muerte. Muy de madrugada, después de haber estrechado la mano de su esposa, dio el salto desde el piso 22 de uno de esos rascacielos que han caracterizado a Nueva York", escribió Rafael Loredo en La Prensa el 1 de enero de 1945. Su viuda falleció de un ataque de asma nueve meses después de su muerte en 1944.

## Obras
Publicó:
- El Derecho y el animal (1914)
- Las voces múltiples (1916), antología poética del grupo Colónida, en la cual insertó 10 composiciones líricas suyas. Una de las más notables es la titulada "La hora de la sangre".
- Un crimen perfecto: el asesinato del gran mariscal Agustín Gamarra (1941), libro en el que desarrolla la tesis de que el presidente peruano Agustín Gamarra no murió víctima de las balas bolivianas en la batalla de Ingavi sino que sería un soldado peruano quien lo victimó, aprovechando la confusión del combate y como venganza por los maltratos de cuartel. Dicha tesis fue refutada por Jorge Basadre en 1945.

Algunos cuentos, críticas, pensamientos y poemas inéditos fueron compilados póstumamente por Luis Alberto Sánchez bajo el epígrafe de Redes para captar la nube (Editorial PTCM, Lima, 1946, aunque impreso en Buenos Aires). Según cuenta Sánchez, dicho título se inspiró en una frase suya que insertó en un artículo comentando la obra del cronista chileno Joaquín Edwars Bello. Alfredo sugirió entonces: “Debería usted escribir un libro con ese título”. Sánchez terminó por dársela a su trabajo compilatorio.
Pero tal vez Alfredo sacrificó su propia expresión al consagrar sus más persistentes y dilatadas preocupaciones al ordenamiento de la obra que su padre dejó dispersa; y descifrando apretados manuscritos o siguiendo las huellas de perdidas publicaciones, alcanzó a editar 11 volúmenes de Manuel González Prada. Labor que fue continuada por Luis Alberto Sánchez.

## Poética
Según cuenta LAS, los versos de Ascanio (apelativo de Alfredo González Prada en su etapa de “colónida”) “sacudieron el gusto de sus contemporáneos por su insólito acento whitmaniano”. Su poema “La hora de la sangre”, escrito en verso polirrítmico, sorprende por su contenido y forma, y no tiene parangón con alguno de su época. Fue incluido en la antología Las voces múltiples y del cual transcribimos algunas estrofas:

Es la hora apocalíptica…
Ruedan unas tras otras las olas purpurinas
Como si un mar de sangre sepultara la Tierra.

¿Qué es este desenfreno de los hombres?
¿Será la demencia múltiple del mundo?
¿Será alguna sádica jugarreta fúnebre
que distraiga los seniles bostezos de fastidio
de un Dios loco y malo? 
¿qué será la guerra? 
¿a dónde nos arrastra la guerra?